# Apocalipsis de la Virgen

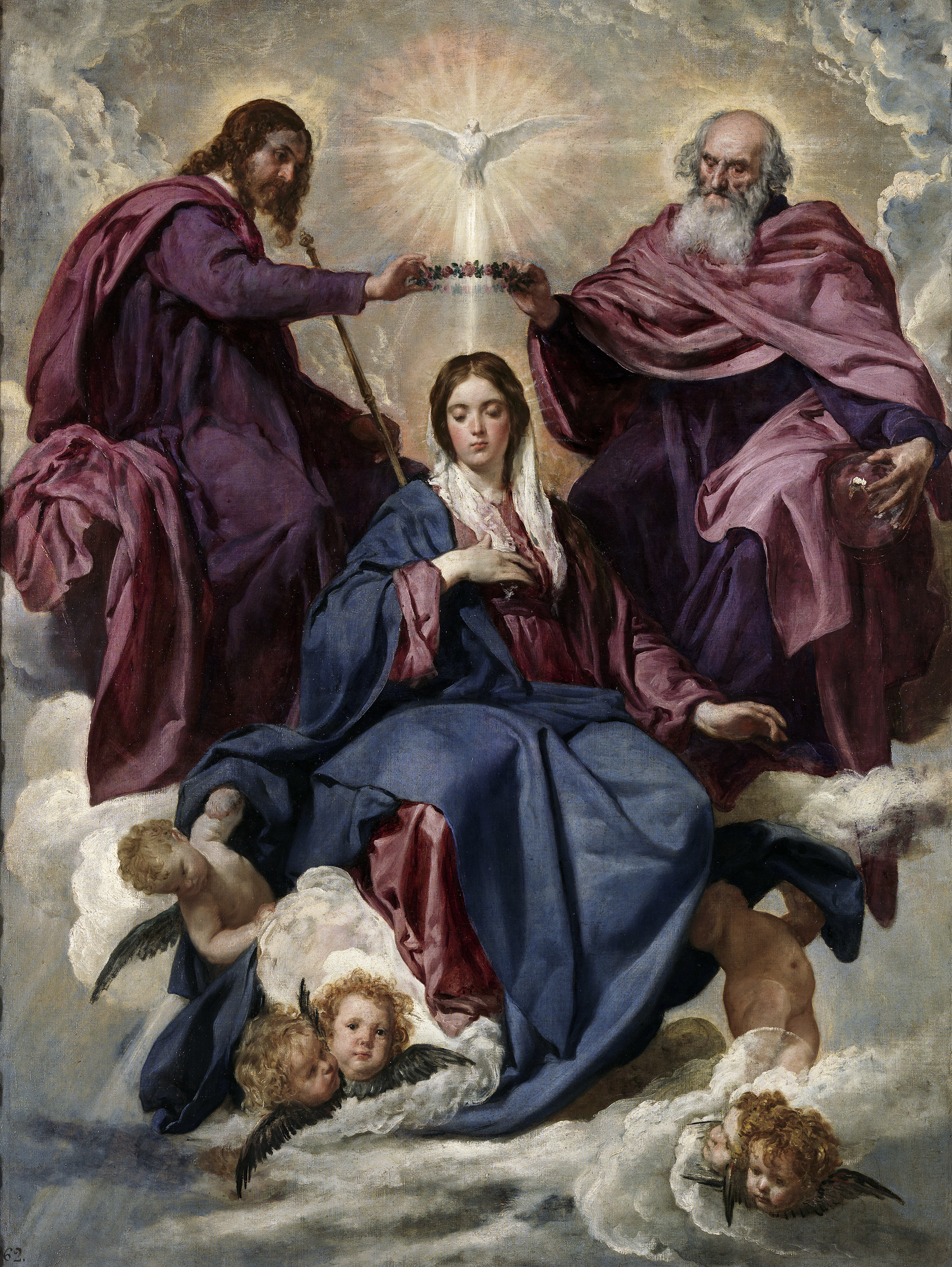
La Coronación de la Virgen por la Trinidad, Diego Velázquez, 1645, Museo del Prado, Madrid.

El Apocalipsis de la Virgen es un Apocalipsis no canónico del siglo IV considerado parte de los Apócrifos del Nuevo Testamento. También hay una versión del Apocalipsis que es el apóstol Pablo en lugar de la Virgen María quien recibe las visiónes y, por lo tanto, se le llama Apocalipsis de Pablo.
Utilizando versiones y traducciones posteriores, el texto ha sido reconstruido.

## Contenido
El Apocalipsis de la Virgen se enmarca como un discurso de María al apóstol Juan, hablando de las visiones del cielo y luego del infierno, concedida a ella.

## Visión apocalíptica
El texto se centra principalmente en un relato detallado de Cielo e infierno. Parece ser una elaborada expansión y reordenamiento del Apocalipsis de Pedro, aunque difiere en algunos aspectos. Contiene un prólogo que describe toda la creación apelando a Dios contra el pecado del hombre, que no está presente en el Apocalipsis de Pedro. Al final del texto, la Virgen María o el apóstol Pablo (según el manuscrito) logra persuadir a Dios para que dé a todos en el infierno un día libre todos los domingos.
El texto amplía el Apocalipsis de Pedro al enmarcar las razones de las visitas al cielo y al infierno como el testimonio de la muerte y el juicio de un hombre inicuo y un hombre justo.

## Apocalipsis griego de la Virgen y Apocalipsis etíope de la Virgen
El Apocalipsis etíope de la Virgen es un texto diferente del Apocalipsis griego de la Virgen. El texto etíope es una versión del Apocalipsis de Pablo, donde María substituye el Apóstol Pablo, pero hay algunas diferencias.